# Kevin Kiner
Kevin David Kiner (* 3. September 1958 in San Bernardino, Kalifornien) ist ein US-amerikanischer Komponist.

## Biografie
Kevin David Kiner wuchs in Escondido, nahe San Diego auf. Er erlernte das Gitarrenspiel und war seit frühester Kindheit von Rockbands wie Pink Floyd, The Eagles und Black Sabbath fasziniert. Nach seinem Schulabschluss begann er ein Medizinstudium an der UCLA, welches er allerdings zugunsten seiner Musikkarriere aufgab. Anfangs tourte er noch für unterschiedliche Reisegruppen durch die Welt, bevor er als Studiomusiker zur Filmkomposition kam. Seit seiner ersten Filmkomposition, der Fernsehkomödie Don Rickles: Rickles on the Loose, komponierte Kiner die Musik für Filme wie Leprechaun – Der Killerkobold, Wing Commander und Star Wars: The Clone Wars sowie für die Fernsehserien Invisible Man – Der Unsichtbare und CSI: Miami.

## Filmografie (Auswahl)

### Film
- 1986: Don Rickles: Rickles on the Loose
- 1991: Blutige Flitterwochen (Kiss and Be Killed)
- 1993: Freaks (Freaked)
- 1993: Leprechaun – Der Killerkobold (Leprechaun)
- 1995: Johnny & Clyde – Eine haarige Freundschaft (Johnny & Clyde)
- 1995: Savate – Kampf ohne Gnade (Savate)
- 1996: Angriff aus dem Dunkeln (Carnosaur 3: Primal Species)
- 1996: Exit – Strip To Kill (Strip Siege)
- 1996: Invader – Besuch aus dem All (Invader)
- 1997: Jäger der verborgenen Schatzkammer (Legend of the Lost Tomb, Fernsehfilm)
- 1997: Mad Rex – Gegen das Gesetz (Against the Law)
- 1997: The Pest – Jagd auf das Chamäleon (The Pest)
- 1998: Agent Nick Fury – Einsatz in Berlin (Nick Fury: Agent of S.H.I.E.L.D.)
- 1998: Safe House – Abgeschottet (Safe House)
- 1999: Wing Commander
- 2001: The Other Side of Heaven
- 2001: Tremors 3 – Die neue Brut (Tremors 3: Back to Perfection)
- 2002: McCord – The President’s Man II (The President’s Man: A Line in the Sand)
- 2003: Detonator – Spiel gegen die Zeit (Detonator)
- 2005: Liebe findet ein Zuhause (Love's Long Journey)
- 2005: Walker, Texas Ranger: Feuertaufe (Walker, Texas Ranger: Trial by Fire)
- 2006: I-See-You.Com
- 2006: Liebe löst den Schmerz (Love's Abiding Joy)
- 2007: Liebe erhellt die Nacht (Love's Unending Legacy)
- 2007: Pandemic – Tödliche Erreger (Pandemic)
- 2007: Final Approach – Im Angesicht des Terrors (Final Approach, Fernsehfilm)
- 2008: Gestohlene Worte – Der Roman des Todes (Grave Misconduct)
- 2008: Star Wars: The Clone Wars
- 2009: So gut wie tot – Dead Like Me: Der Film (Dead Like Me: Life After Death)
- 2009: Expecting a Miracle (Fernsehfilm)
- 2009: The Three Gifts (Fernsehfilm)
- 2010: The Wish List (Fernsehfilm)
- 2016: Summer in the City (Fernsehfilm)
- 2017: Tödliches Verlangen (Inconceivable)
- 2022: Samaritan

### Serie
- 1990–1992: Super Force (21 Folgen)
- 1997–2003: Stargate – Kommando SG-1 (Stargate SG-1, 8 Folgen)
- 2000–2002: Invisible Man – Der Unsichtbare (The Invisible Man, 46 Folgen)
- 2003–2012: CSI: Miami (131 Folgen)
- 2004–2005: Star Trek: Enterprise (10 Folgen)
- 2011–2016: Hell on Wheels (57 Folgen)
- 2014–2019: Jane the Virgin (79 Folgen)
- 2014–2018: Star Wars Rebels (57 Folgen)
- 2015, 2018: Making a Murderer (14 Folgen)
- 2015–2017: Transformers: Robots in Disguise (71 Folgen)
- 2008–2014, 2020: Star Wars: The Clone Wars (129 Folgen)
- 2018–2019: Single Parents (23 Folgen)
- 2018–2019: Titans (24 Folgen)
- seit 2018: Narcos: Mexico
- 2019: City on a Hill (10 Folgen)
- seit 2019: Doom Patrol
- seit 2021: Star Wars: The Bad Batch
- seit 2022: Star Wars: Geschichten der Jedi
- 2023: Ahsoka